# Herman Hoskier
Herman Hoskier (1832, Christiania – 9 mai 1904, Folkestone), est un banquier d'affaires britannique d'origine danoise.

## Biographie
Fils de Christian Hoskiær, vice-consul des États-Unis à Christiania, et d'Emilie Hecksher, il s'installe en Angleterre. Il devient directeur de la Union Bank of London et de Brown, Shipley & Co. (en).
Pendant la guerre de Sécession, il était l'agent de Brown Bros. & Co. (en) à La Nouvelle-Orléans et à Mobile, en Alabama, et par la suite il devint associé de Brown, Shipley & Co., puis fonda sa maison de banque à Londres lors de la fermeture de la branche de Liverpool.
Herman Hoskier faisait partie des grands investisseurs qui faisaient la pluie et le beau temps à la Bourse de Paris à la fin des années 1870, avec la famille Lebaudy, Louis Cahen d'Anvers et le comte de Camondo.
Il s'est retiré de la société en 1881 et est devenu directeur financier de la brasserie Guinness en 1886.
Il est le père de Herman C. Hoskier.

## Sources
- Oxford Dictionary of National Biography, 2004
- John Crosby Brown, A hundred years of merchant banking, 1909
- Alfred Colling, La Prodigieuse Histoire de la Bourse, Paris, Société d'éditions économiques et financières, 1949